# Атрибуция (психология)
Атрибуция (лат. attributio — приписывание) — психологический термин, обозначающий механизм объяснения причин поведения другого человека.
В частности, это может быть приписывание социальным объектам (человеку, группе, социальной общности) характеристик, не представленных в поле восприятия. Необходимость атрибуции обусловлена тем, что информация, которую может дать человеку наблюдение, недостаточна для адекватного взаимодействия с социальным окружением и нуждается в «достраивании». Атрибуция и является основным способом такого «достраивания» непосредственно воспринимаемой информации.
Под каузальной атрибуцией понимают интерпретацию поведения партнера по общению путём выдвижения предположений о его мотивациях, намерениях, эмоциях, причинах поведения, качествах личности с последующим их приписыванием партнеру. Каузальная атрибуция тем больше определяет социальную перцепцию (восприятие), чем больше дефицит информации о партнере по общению. Результаты приписывания могут стать материалом для формирования социальных стереотипов. Стереотипизация восприятия приводит к двум различным следствиям. Во-первых, к упрощению познания другого человека (людей). Во-вторых, к формированию предубеждений по отношению к представителям различных социальных групп (профессиональных, социо-экономических, этнических и т. д.)
Этапы:
1. Наблюдение за поведением человека
2. Логический вывод о намерениях человека
3. Приписывание человеку мотивов поведения

Стили атрибуции:
- Внутренняя (диспозитивная) атрибуция — связывание поведения человека с его характеристиками.
- Внешняя атрибуция — связывание поведения человека с ситуацией.

Факторы, определяющие стиль атрибуции:
- Консенсус — поведению, присущему многим, чаще приписываются ситуационные мотивы, а нестандартному — личные.
- Преднамеренность — обдуманному поведению чаще приписываются личные мотивы, а необдуманному — ситуационные.
- Последовательность — последовательному поведению чаще приписываются личные мотивы, а единичному — ситуационные.

## Фундаментальная ошибка атрибуции
Фундаментальная ошибка атрибуции — склонность объяснять поведение диспозиционными (личностными) причинами в ущерб ситуационных.
Человек склонен объяснять свои успехи диспозиционно, а неудачи — ситуационно, для чужих успехов и неудач всё прямо наоборот.
Для деятеля фигурой является ситуация, а для наблюдателя ситуация — фон, а фигура — деятель. Поэтому деятель менее склонен к фундаментальной ошибке атрибуции, а наблюдатель — более.
Б. Вайнер предложил три измерения локуса (сосредоточение) причинности:
- внутреннее — внешнее
- стабильное — нестабильное
- контролируемое — неконтролируемое

Восемь моделей, составленных различными сочетаниями этих измерений, позволяют мотивированно оценить событие.